# 古爾·帕拉
古爾·帕拉（烏爾都語：ګل پانړه，英語：Gul Panra，1989年9月6日—）是一名來自巴基斯坦的女歌手，主要演唱普什图语（Pashto）音樂。她的作品包括流行歌曲、電影配樂及民歌。2015年，她和巴國和名男歌手Atif Islam在現場音樂節目Coke Studio演出Man Aamadeh Am一曲，此節目使她在全國迅間成名。
帕拉是普什图音樂界中最知名的女歌手之一。她的作品在普什图语地區如开伯尔-普赫图赫瓦省及阿富汗均十分受歡迎。

## 外部連結
- 古爾·帕拉在互联网电影资料库（IMDb）上的資料（英文）
- 官方网站